# Авиапарк
«Авиапарк» — торгово-развлекательный центр, расположенный в Москве на Ходынском поле. Открылся 28 ноября 2014 года. Общая площадь составляет 400 000 м², торговая площадь — 230 000 м², что по состоянию на 2019 год делало его крупнейшим по площади торговым центром в Европе после лондонского «Уэстфилд». В 2020 году в торговом центре работало 415 магазинов и 82 ресторана, а также более 20 центров развлечений.

## Общая информация

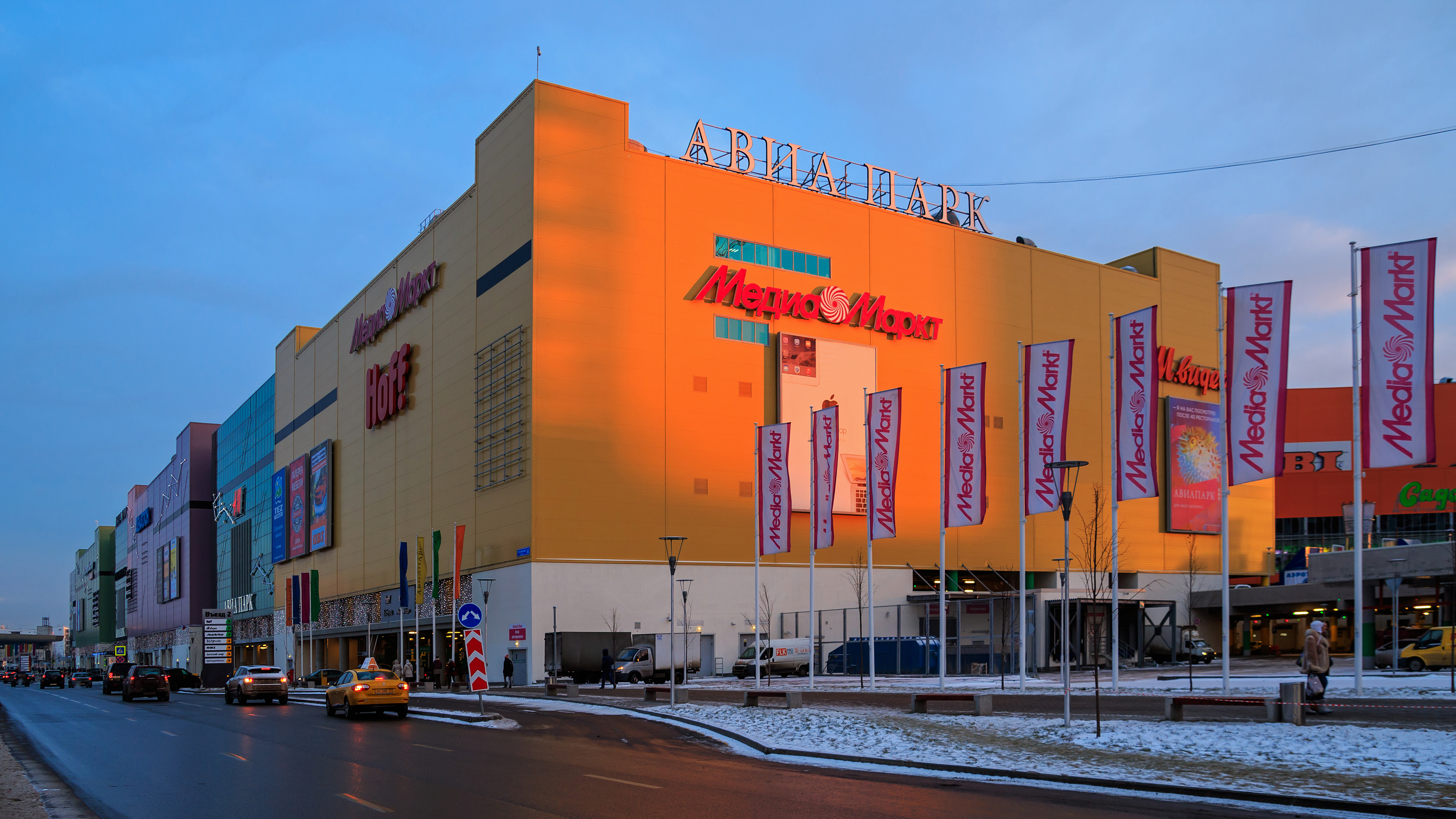
Авиапарк со стороны Ходынского бульвара

Торговый комплекс находится на территории Ходынского поля, на месте бывшего Центрального аэродрома имени М. В. Фрунзе и первого московского аэропорта. Первый камень будущего торгового комплекса был заложен 8 ноября 2012 года. Введён в эксплуатацию 28 ноября 2014 года (хотя большинство магазинов начало свою работу только в понедельник 1 декабря).
Инвестиции в «Авиапарк» составили около 1,4 млрд $. Основные акционеры — Михаил Зайц и Игорь Ротенберг. Девелопер проекта — компания «AMMA Development», которую основали в 2007 году инвестор Михаил Зайц и топ-менеджеры «IKEA/MEGA Property Russia», участвовавшие в создании сети торговых центров «Мега». Генеральный подрядчик по строительству — «Renaissance Construction».
Торговый комплекс может предоставить площадь для более чем 500 магазинов; якорные арендаторы: Auchan, OBI, Hoff, IKEA, Stockmann, Decathlon, «М.Видео», «Спортмастер» и кинотеатр «Каро» на 17 залов — второй по величине в России.
В «Авиапарке» работает первый в России детский тематический парк развлечений глобальной сети KidZania.

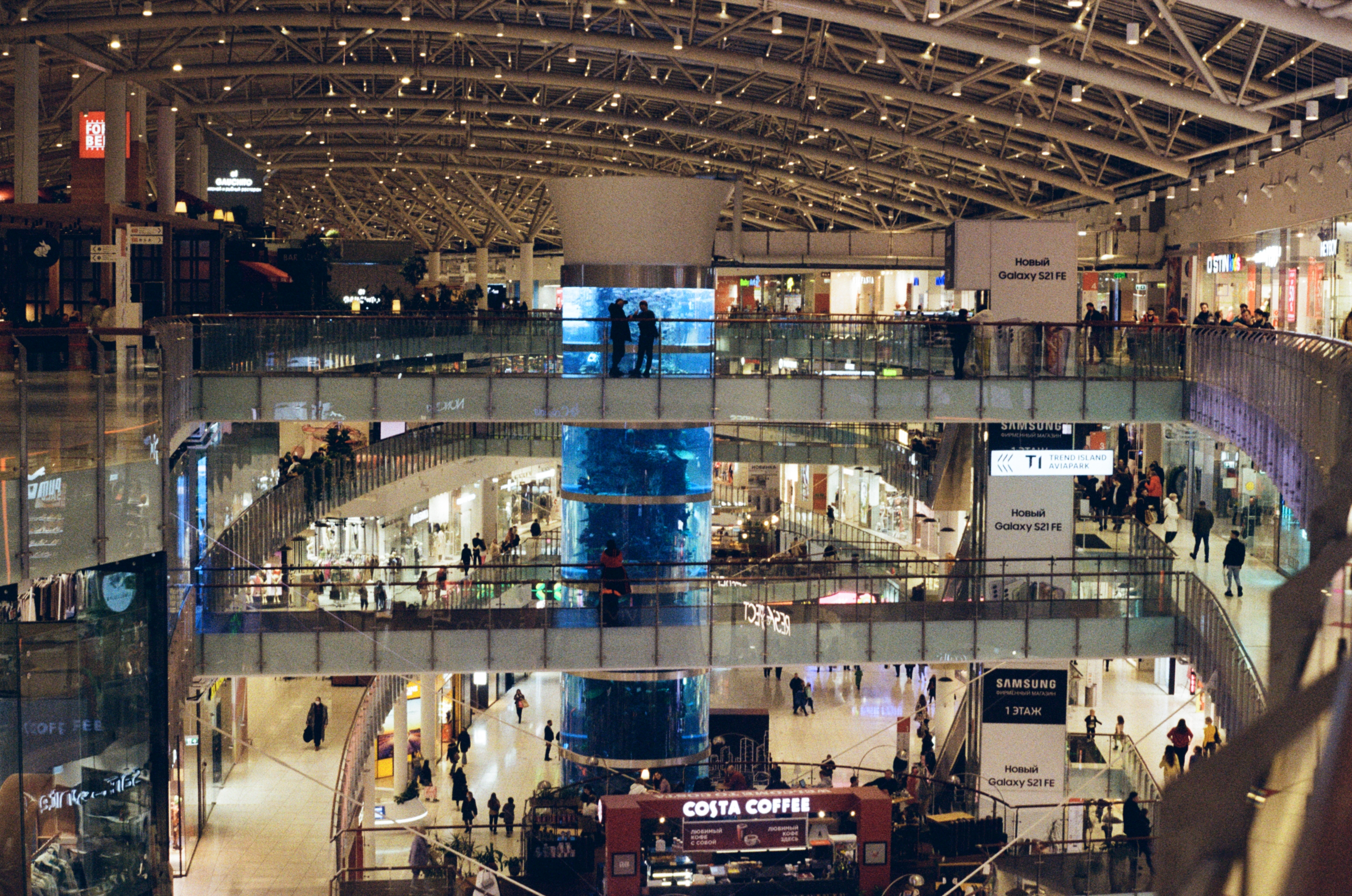
Интерьер ТЦ в 2022 году

В центральном атриуме ТРЦ «Авиапарк» располагается самый высокий цилиндрический аквариум в мире. Аквариум 23 метра в высоту и 6 метров в диаметре вмещает 370 000 литров морской воды, и в нём плавают около 2 500 рыб, большинство из них — из Красного моря.
Вблизи ТРЦ располагается станция метро «ЦСКА», открытая 26 февраля 2018 года. Торгцентр и метро проектировались и строились одновременно, но никак не увязаны друг с другом, пешеходный проход из метро проложен просто по автомобильной стоянке, и заходит в боковой вход.
В сентябре 2018 года непосредственно рядом с торговым центром открыт новый городской парк «Ходынское поле», созданный по проекту итальянского архитектурного бюро Land Milano.
В июле 2025 года был выставлен за продажу за 100 млрд рублей.